# Cinqueux
Cinqueux település Franciaországban, Oise megyében. Lakosainak száma 1638 fő (2022. január 1.). Cinqueux Sacy-le-Grand, Angicourt, Brenouille, Monceaux, Rieux és Rosoy községekkel határos.

## Népesség
A település népességének változása:
| Lakosok száma | 1530 | 1549 | 1585 | 1556 | 1572 | 1588 | 1604 | 1617 | 1638 |
|               | 2013 | 2015 | 2016 | 2017 | 2018 | 2019 | 2020 | 2021 | 2022 |